# Saint-Germain i Auxerre

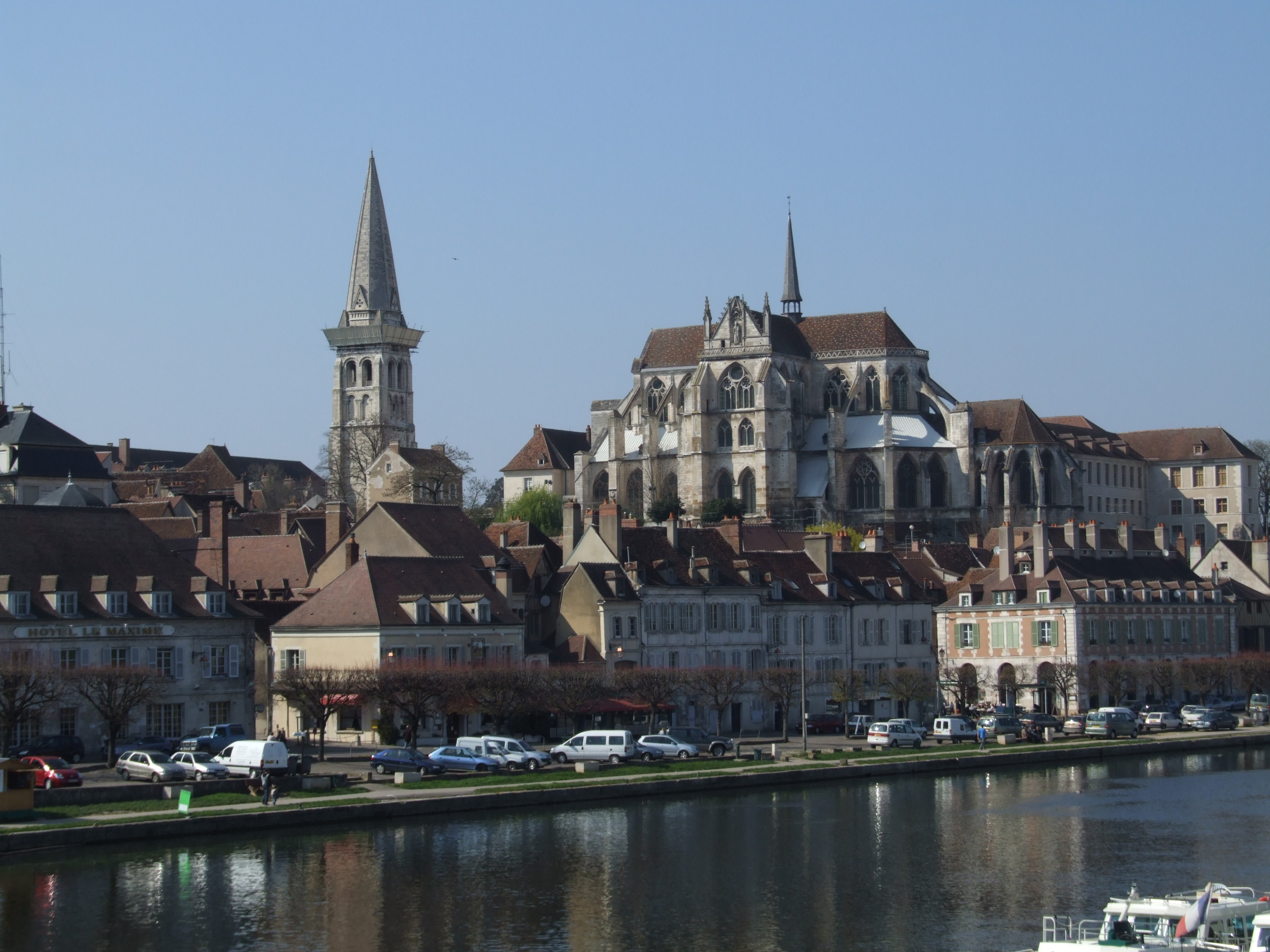
Klostret Saint-Germain dominerar Auxerre.

Benediktinerklostret Saint-Germain i Auxerre i Bourgogne i Frankrike grundades av Clotilda, Klodvig I:s maka, efter helgonet Germanus av Auxerre' (franska: Saint Germain) död 448.
Klosterkyrkan består av flera lager av arkitekturhistoria med bl.a. en basilika från 500-talet, en karolingisk kyrka från 900-talet och kyrkor från 1000-talet och 1300-talet.
I klosterkyrkan finns en unik fresk från 850 bevarad.